# Estadio de los Alpes
El Estadio de los Alpes (en italiano: Stadio delle Alpi) fue un estadio de fútbol situado en la ciudad de Turín, Piamonte (Italia). Fue construido por el Estudio Hutter para la Copa Mundial de Fútbol de 1990, con una capacidad para 71 012 espectadores. El Stadio delle Alpi fue la sede de la Juventus y del Torino desde 1990 hasta 2006. Su demolición culminó en julio de 2009 y su emplazamiento sirvió para la construcción del nuevo Juventus Stadium, de dimensiones bastante menores para facilitar su mantenimiento.

## Historia
Su construcción comenzó en junio de 1988 y la obra finalizó dos años después debido a la utilización de prefabricados de hormigón. El Stadio delle Alpi fue construido por el Ayuntamiento de Turín, para ser utilizado por los dos clubes de fútbol locales (Juventus y Torino). Fue originalmente destinado a ser utilizado no solo para el fútbol, sino también para el atletismo, por lo que se construyó una pista de atletismo alrededor del campo de juego. Sin embargo, debido a la falta de una pista de calentamiento, el estadio nunca fue utilizado para un importante evento de atletismo.
El estadio fue inaugurado el 31 de mayo de 1990, con un encuentro entre un equipo integrado por futbolistas de la Juventus y el Torino ante el FC Porto de Portugal. Debido a los altos costos de alquiler, surgieron controversias entre ambos clubes y el ayuntamiento, por lo que en 1994 la Juventus tuvo que disputar los encuentros de semifinal y final de la Copa de la UEFA 1994-95 en el Stadio Giuseppe Meazza de Milán. En 2004 el Delle Alpi pasó a ser propiedad definitiva de la Juventus.

## Asistencia
El registro más alto de asistencia ha sido de 66 299 espectadores, establecido durante la semifinal de la Liga de Campeones 2002-03, entre la Juventus y el Real Madrid el 14 de mayo de 2003. Durante la Copa Mundial de Fútbol de 1990, se disputaron encuentros con una gran cantidad de público, como el de octavos de final entre Brasil y Argentina con 61 381 espectadores, además de la semifinal entre Alemania Federal e Inglaterra con 62 628 espectadores.
El diseño del Delle Alpi era ampliamente criticado debido a la mala visibilidad, causada por la gran distancia entre las gradas y el terreno de juego. Esto se debía a la pista de atletismo que se construyó alrededor del campo. La vista desde el nivel inferior también estaba restringida debido a la colocación de vallas publicitarias. Todo esto sumado a la ubicación del estadio en las afueras de la ciudad contribuyeron a las bajas asistencias durante las últimas temporadas en las que fue utilizado. Por ejemplo, en un encuentro ante la Sampdoria por la Copa de Italia de la temporada 2001-2002, al que asistieron 237 espectadores.

## El sistema de audio
El sistema de audio del Estadio de los Alpes se encontraba a una altura de 40 metros desde el centro del campo sujetado por cables de acero que estaban anclados a la estructura del estadio. El cluster central contenía 12 amplificadores junto a 96 altavoces, con un peso total de 7700 kg y un tamaño de 3 metros de altura, 6,5 metros y 8 metros, dimensiones de la cobertura básica. Los doce amplificadores tenían una potencia total de 21 600 vatios RMS, y generaban hasta 100 dB a una distancia de más de 100 metros.
Para escuchar el sonido del cluster era necesario:
- 1 mezclador de 24 canales.
- 2 ecualizadores.
- 10 etapas de potencia.
- 2 distribuidores de señales.
- 6 procesadores de audio.
- 2 tocadiscos.
- 1 grabadora de bobina.
- 1 grabadora de casete.
- 1 radio.
- 1 micrófono.
- 1 radiomicrófono.

Había también altavoces en los vestuarios, zonas de admisión (86 altavoces) y en el primer anillo (220 altavoces).

## Demolición
A pesar de ser un estadio relativamente nuevo, su gran tamaño y su elevado mantenimiento no lo hacían rentable para el club. En consecuencia, en 2006 y con solo 16 años de existencia, el Stadio delle Alpi fue cerrado, con planes para construir una nueva sede de 41 475 plazas (poco más de la mitad de su capacidad original) y con una serie de restaurantes y otras instalaciones fuera del terreno. Los nuevos terrenos del estadio cubren alrededor de 50 000 metros cuadrados. El estadio fue completamente demolido a partir de febrero de 2009 y en su lugar se levantó el actual Juventus Stadium, inaugurado en 2011.
La pista de atletismo que fue tan cuestionada por arruinar la visibilidad en el estadio, fue eliminada y en su lugar se colocaron asientos más cercanos al terreno de juego.
La adición de este anillo ovalado y un conjunto de cajas VIP protegidas con fachadas de vidrio caracteriza el nuevo espacio interior. Adicionalmente, el complejo lo integra un techo móvil cubre los nuevos asientos y accesos subterráneos.
Este trabajo fue seguido por la construcción de un gran pabellón comercial, como segmento de un cuarto del estadio. También se ha construido un nuevo centro de entrenamiento Juventus al lado del estadio; esta área abierta se caracteriza por colinas artificiales situadas entre campos de fútbol con vestuarios y estacionamientos subterráneos; el conjunto exterior del estadio incluye edificios ligeros para gimnasio, restaurante y un hotel.
El trabajo comenzó en la primavera de 2009 y se inauguró el 8 de septiembre de 2011, al comienzo de la temporada de la Serie A 2011-12.

## Eventos

### Copa Mundial de Fútbol de 1990
El Estadio de los Alpes fue una de las sedes en donde se disputó la Copa Mundial de Fútbol de 1990, que fuera finalmente obtenida por la selección de fútbol de Alemania Federal. En el Stadio delle Alpi se disputaron los encuentros entre las selecciones del Grupo C, conformado por Brasil, Costa Rica, Escocia y Suecia.
Primera Fase
| 10 de junio de 1990, 21:00 | Brasil          | 2:1 (1:0) | Suecia     |                                                                    |                                                                    |
|                            | Careca 55', 63' | Reporte   | Brolin 79' | Asistencia: 62.628 espectadores Árbitro(s): Tullio Lanese (Italia) | Asistencia: 62.628 espectadores Árbitro(s): Tullio Lanese (Italia) |

| 16 de junio de 1990, 17:00 | Brasil     | 1:0 (1:0) | Costa Rica |                                                                 |                                                                 |
|                            | Müller 33' | Reporte   |            | Asistencia: 58.007 espectadores Árbitro(s): Neji Jouini (Túnez) | Asistencia: 58.007 espectadores Árbitro(s): Neji Jouini (Túnez) |

| 20 de junio de 1990, 21:00 | Brasil     | 1:0 (0:0) | Escocia |                                                                   |                                                                   |
|                            | Müller 82' | Reporte   |         | Asistencia: 62.502 espectadores Árbitro(s): Helmut Kohl (Austria) | Asistencia: 62.502 espectadores Árbitro(s): Helmut Kohl (Austria) |

También tuvieron lugar dos encuentros de la fase final: octavos de final entre Argentina y Brasil, y semifinal entre Inglaterra y Alemania Federal.
Octavos de Final
| 24 de junio de 1990, 17:00 | Brasil | 0:1 (0:0) | Argentina    |                                                                    |                                                                    |
|                            |        | Reporte   | Caniggia 80' | Asistencia: 61.381 espectadores Árbitro(s): Joel Quiniou (Francia) | Asistencia: 61.381 espectadores Árbitro(s): Joel Quiniou (Francia) |

Semifinal
| 3 de julio de 1990, 20:00 | Italia                                            | 1:1 (1:0, 1:1) (t. s.)(3:4 p.) | Argentina                                          | Estadio San Paolo, Nápoles                                 |                                                            |
|                           | Schillaci 17'                                     | Reporte                        | Caniggia 67'                                       | Asistencia: 59 978 espectadores Árbitro(s): Michel Vautrot | Asistencia: 59 978 espectadores Árbitro(s): Michel Vautrot |
|                           |                                                   | Tiros desde el punto penal     |                                                    |                                                            |                                                            |
|                           | Baresi · Baggio · De Agostini · Donadoni · Serena |                                | Serrizuela · Burruchaga · Olarticoechea · Maradona |                                                            |                                                            |

### Otros eventos
El Estadio de los Alpes ha sido anfitrión de otros grandes eventos no relacionados con el fútbol. Entre los artistas que han realizado presentaciones en el estadio están:
- 1990 - The Rolling Stones
- 1990 - Madonna
- 1991 - Vasco Rossi
- 1992 - Guns N' Roses
- 1992 - Claudio Baglioni
- 1993 - Vasco Rossi
- 1993 - Metallica
- 1993 - U2
- 1994 - Pink Floyd A Passage of Time (Mezcladas versiones de Turín y concierto en Earls Court el 20 de octubre de 1994.*
- 1996 - Vasco Rossi
- 1998 - Eros Ramazzotti
- 1999 - Renato Zero
- 1999 - Vasco Rossi
- 2000 - Ligabue
- 2001 - Vasco Rossi
- 2001 - U2
- 2001 - AC/DC
- 2005 - Vasco Rossi
- 2007 - Vasco Rossi
- 2007 - The Police
- 2008 - ill Niño
- 2008 - Vasco Rossi

### Pink Floyd en vivo en 1994
El grupo de rock progresivo Pink Floyd se presentó en el Stadio delle Alpi el 13 de septiembre de 1994 como parte de su última gira Division Bell. 
En total, se publicaron dos álbumes en directo no oficiales con mezclas de la grabación de esa show, llamados A Passage of Time y A Night in Italy; el primero presenta una calidad de sonido excelente y el otro es un bootleg con calidad apenas aceptable.